# Guildford Civic Hall
Il Guildford Civic Hall era un locale da musica di Guildford, nel Surrey, Inghilterra.
Aperto nel 1962, ospitò concerti di molti artisti, tra cui Iron Maiden, David Bowie, Dire Straits, Eric Clapton, Deep Purple e P. P. Arnold; l'album live di King Crimson Live in Guildford, parte del King Crimson Collectors' Club, venne registrato in questa struttura il 13 novembre 1972.
Chiuso nel 2004, venne demolito e nel settembre 2011, nello stesso luogo, venne costruito il G Live.